# Hollywood Adventures
Pour plus de détails, voir Fiche technique et Distribution.
Hollywood Adventures est un film américano-chinois réalisé par Timothy Kendall, sorti le 26 juin 2015.
Principalement filmé à Los Angeles, aux États-Unis, le film a pour principaux interprètes Zhao Wei, Huang Xiaoming et Tong Dawei.

## Distribution
- Zhao Wei : Wei Wei
- Huang Xiaoming : Xiaoming
- Tong Dawei : Dawei
- Sung Kang : Manny
- Rhys Coiro : Gary Buesheimer
- Simon Helberg : traducteur
- Missi Pyle : directeur de casting
- Omar Dorsey
- Brian Thomas Smith : Dougie
- Parvesh Cheena (en) : assistant casting
- Bridgett Riley : Mrs. Covington
- Stephen Tobolowsky : Wronald Wright
- Robert Patrick : agent de sécurité
- Rick Fox : lui-même
- Kat Dennings : elle-même
- Tyrese Gibson : lui-même (caméo)
- Hardy Awadjie : policier sur le tournage